# Gocha Jamarauli
Gocha Jamarauli (en géorgien : გოჩა ჯამარაული) (né le 23 juillet 1971) est un footballeur international géorgien qui évoluait au poste de milieu de terrain. Il est considéré comme un des meilleurs joueurs de ce pays depuis son indépendance en 1991. Il était un joueur de l'équipe nationale, et a joué 62 matchs internationaux et marqué 6 buts entre 1994 et 2004.

## Biographie
Sa carrière de club a commencé au FC Dinamo Tbilissi, qui évoluait alors dans le Championnat d'URSS de football.
Après la création du Championnat de Géorgie, l'équipe de Dinamo a gagné plusieurs titres, et Jamarauli était un acteur clé au cours de cette période. 
En 1996, il a voulu jouer à l'étranger, et a rejoint l'équipe russe du FK Alania Vladikavkaz puis, la saison suivante, le Trabzonspor en Turquie. 
Ensuite, il a obtenu un transfert au club suisse de FC Zurich où il a passé quatre saisons jusqu'à sa rupture de contrat.
Via une autre équipe suisse, le FC Lucerne, il a rejoint le Metalurg Donetsk en Championnat d'Ukraine de football, où il a joué deux ans et demi. 
Après de brèves discussions avec le FC Dinamo Tbilissi et Anorthosis Famagouste, le milieu de terrain a annoncé sa retraite sportive.